# عائلة عبقري
عائلة عبقري(بالإنجليزية: The Berenstain Bears)‏ مسلسل رسوم متحركة أمريكي عرض لأول مره في 19 سبتمبر 1998 واستمر عرضه حتى 25 مارس 2000 تمت دبلجة المسلسل للغة العربية .

## روابط خارجية
- Berenstain Bears website
- عائلة عبقري على موقع IMDb (الإنجليزية)
- عائلة عبقري على موقع روتن توميتوز (الإنجليزية)
- عائلة عبقري على موقع كينوبويسك (الروسية)
- عائلة عبقري على موقع قاعدة بيانات الفيلم (الإنجليزية)
- The Berenstain Bears في قاعدة بيانات الرسوم المتحركة الكبيرة